# The Naked Jungle
The Naked Jungle (bra: A Selva Nua; prt: Marabunta) é um filme norte-americano de 1954 dirigido por Byron Haskin e produzido por George Pal. O roteiro é baseado no conto ""Leiningen Versus the Ants" de Carl Stephenson  que conta uma história de um ataque de formigas legionárias a uma plantação de cacau na Amazônia.

## Elenco
- Eleanor Parker...Joanna Leiningen
- Charlton Heston...Christophe Leiningen
- Abraham Sofaer...Incacha
- William Conrad...Oficial Clayton
- Romo Vincent...Capitão do navio
- Douglas Fowley...doutor
- John Dierkes...Gruber
- Leonard Strong...Kutina
- Norma Calderón...Zala